# Warlencourt-Eaucourt
Pour les articles homonymes, voir Eaucourt.
Warlencourt-Eaucourt est une commune française située dans le département du Pas-de-Calais en région Hauts-de-France.
La commune fait partie de la communauté de communes du Sud-Artois qui regroupe 64 communes et compte 27 059 habitants en 2021.

## Géographie

### Localisation
Localisée dans le sud-est du département du Pas-de-Calais et limitrophe du département de la Somme, Warlencourt-Eaucourt est une commune située, à vol d'oiseau, à 4 km au sud-ouest de la commune de Bapaume (aire d'attraction) et à 23 km au sud de la commune d’Arras (chef-lieu d'arrondissement et préfecture du Pas-de-Calais).
Le territoire de la commune est limitrophe de ceux de quatre communes, dont une, Pys, dans le département de la Somme.
Les communes limitrophes sont Grévillers, Ligny-Thilloy, Le Sars et Pys.

### Géologie et relief
La superficie de la commune est de 3,71 km2 ; son altitude varie de 92  à   128 mètres.

### Hydrographie

#### Réseau hydrographique
La commune est située dans le bassin Artois-Picardie. Elle est drainée par le Pys et la Warlencourt-Eaucourt,,.

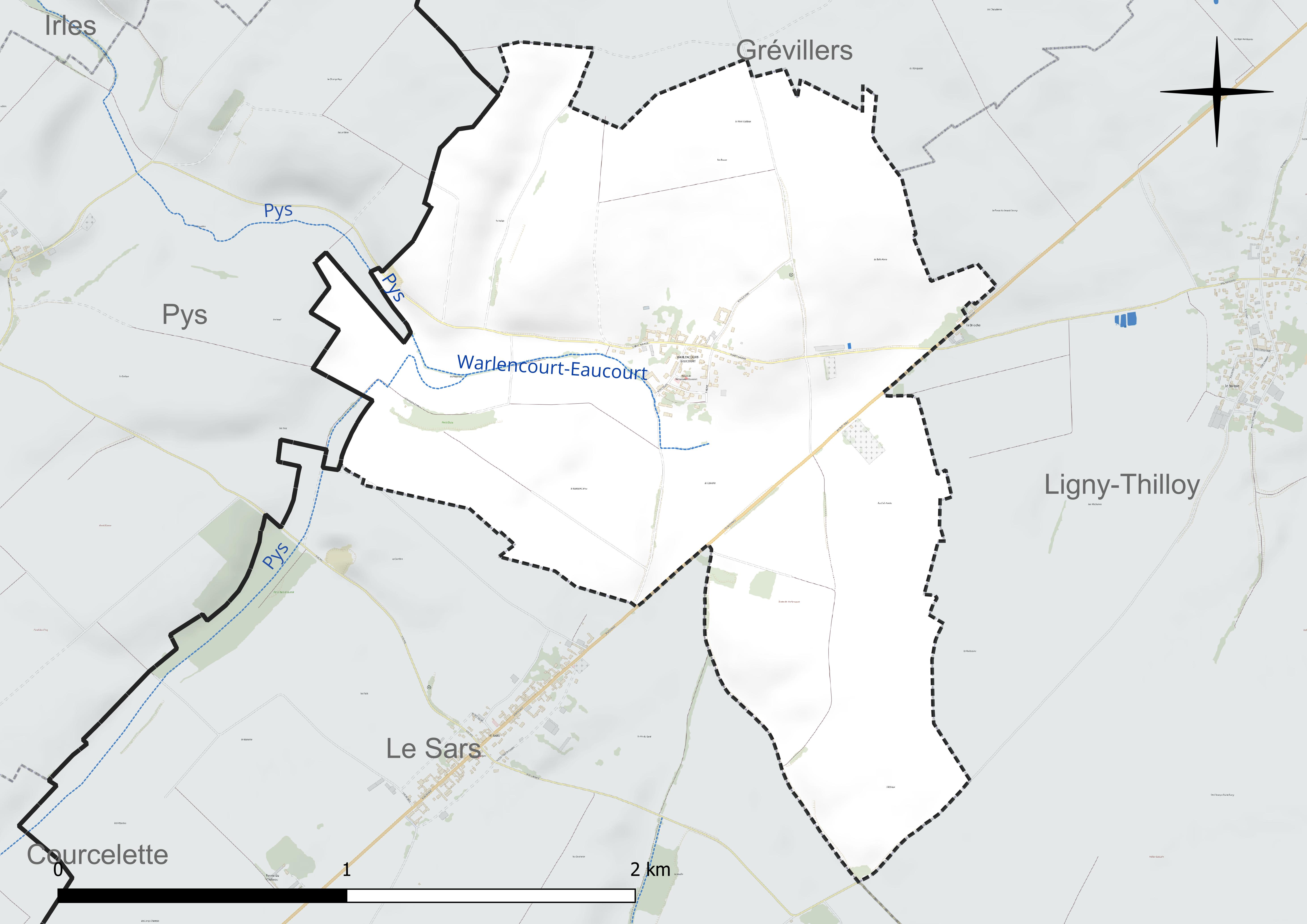
Réseau hydrographique de Warlencourt-Eaucourt.

#### Gestion et qualité des eaux
Le territoire communal est couvert par le schéma d'aménagement et de gestion des eaux (SAGE) « Somme aval et Cours d'eau côtiers ». Ce document de planification concerne un territoire de 1 835 km2 de superficie, délimité par le bassin versant de la Somme canalisée. Le périmètre a été arrêté le 29 avril 2010 et le SAGE proprement dit a été approuvé le 6 août 2019. La structure porteuse de l'élaboration et de la mise en œuvre est le syndicat mixte d'aménagement hydraulique du bassin versant de la Somme (AMEVA).
La qualité des cours d'eau peut être consultée sur un site dédié géré par les agences de l'eau et l'Agence française pour la biodiversité.

### Climat
Pour des articles plus généraux, voir Climat des Hauts-de-France et Climat du Pas-de-Calais.
En 2010, le climat de la commune est de type climat océanique dégradé des plaines du Centre et du Nord, selon une étude du CNRS s'appuyant sur une série de données couvrant la période 1971-2000. En 2020, Météo-France publie une typologie des climats de la France métropolitaine dans laquelle la commune est exposée à un climat océanique et est dans la région climatique Nord-est du bassin Parisien, caractérisée par un ensoleillement médiocre, une pluviométrie moyenne régulièrement répartie au cours de l'année et un hiver froid (3 °C).
Pour la période 1971-2000, la température annuelle moyenne est de 10,1 °C, avec une amplitude thermique annuelle de 14,6 °C. Le cumul annuel moyen de précipitations est de 749 mm, avec 12 jours de précipitations en janvier et 9,1 jours en juillet. Pour la période 1991-2020, la température moyenne annuelle observée sur la station météorologique la plus proche, située sur la commune de Méaulte à 14 km à vol d'oiseau, est de 10,7 °C et le cumul annuel moyen de précipitations est de 730,3 mm,. Pour l'avenir, les paramètres climatiques de la commune estimés pour 2050 selon différents scénarios d'émission de gaz à effet de serre sont consultables sur un site dédié publié par Météo-France en novembre 2022.

### Paysages
Pour un article plus général, voir Paysage en France.
La commune est située dans le paysage régional des grands plateaux artésiens et cambrésiens tel que défini dans l'atlas de paysages de la région Nord-Pas-de-Calais, conçu par la direction régionale de l'Environnement, de l'Aménagement et du Logement (DREAL),. Ce paysage régional, qui concerne 238 communes, est dominé par les « grandes cultures » de céréales et de betteraves industrielles qui représentent 70 % de la surface agricole utilisée (SAU).

## Urbanisme

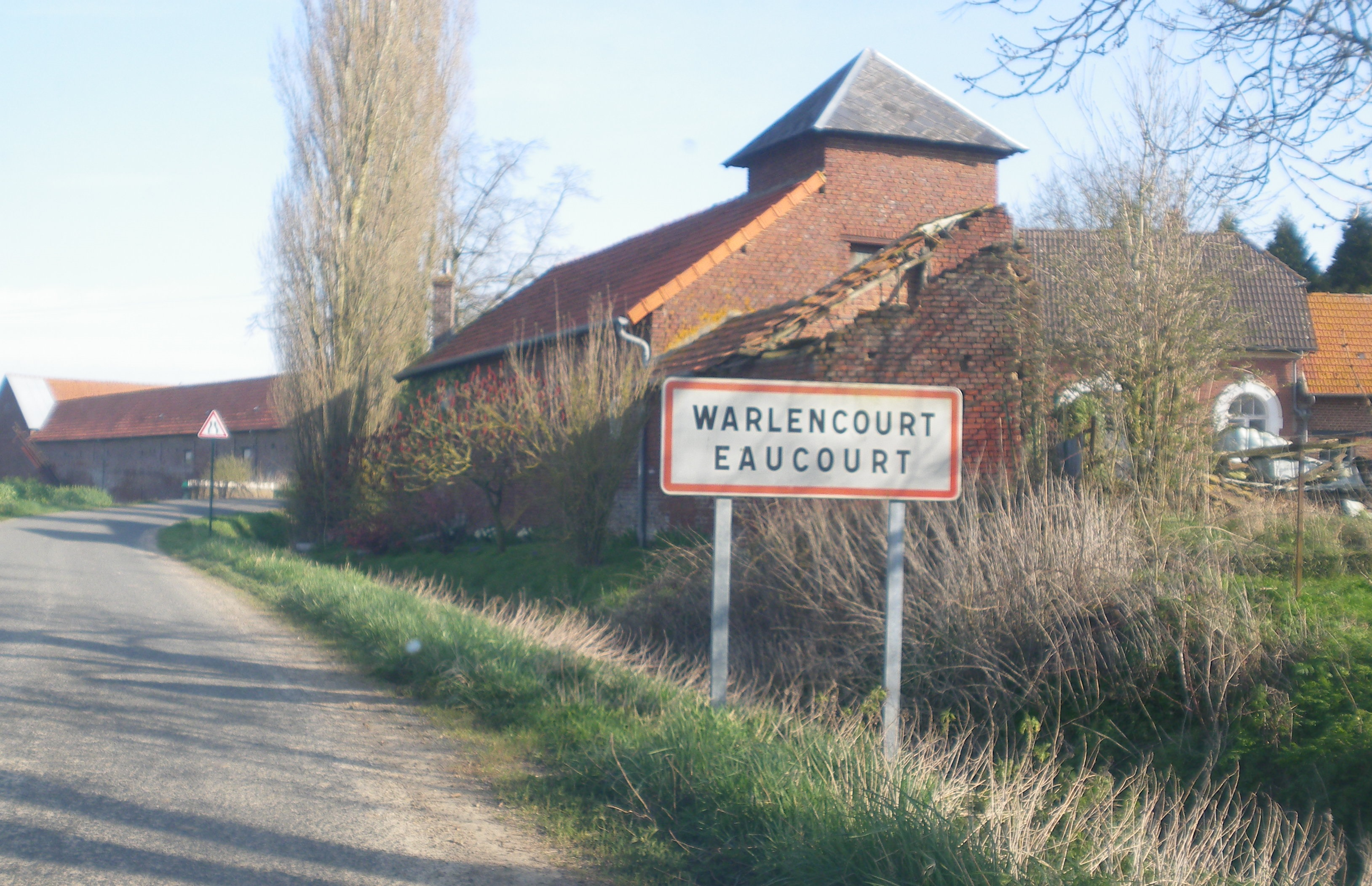
Une entrée de la commune.

### Typologie
Au 1er janvier 2024, Warlencourt-Eaucourt est catégorisée commune rurale à habitat très dispersé, selon la nouvelle grille communale de densité à sept niveaux définie par l'Insee en 2022.
Elle est située hors unité urbaine. Par ailleurs la commune fait partie de l'aire d'attraction de Bapaume, dont elle est une commune de la couronne,. Cette aire, qui regroupe 21 communes, est catégorisée dans les aires de moins de 50 000 habitants,.

### Occupation des sols
L'occupation des sols de la commune, telle qu'elle ressort de la base de données européenne d'occupation biophysique des sols Corine Land Cover (CLC), est marquée par l'importance des territoires agricoles (100 % en 2018), une proportion identique à celle de 1990 (100 %). La répartition détaillée en 2018 est la suivante : 
terres arables (100 %). L'évolution de l'occupation des sols de la commune et de ses infrastructures peut être observée sur les différentes représentations cartographiques du territoire : la carte de Cassini (XVIIIe siècle), la carte d'état-major (1820-1866) et les cartes ou photos aériennes de l'IGN pour la période actuelle (1950 à aujourd'hui).

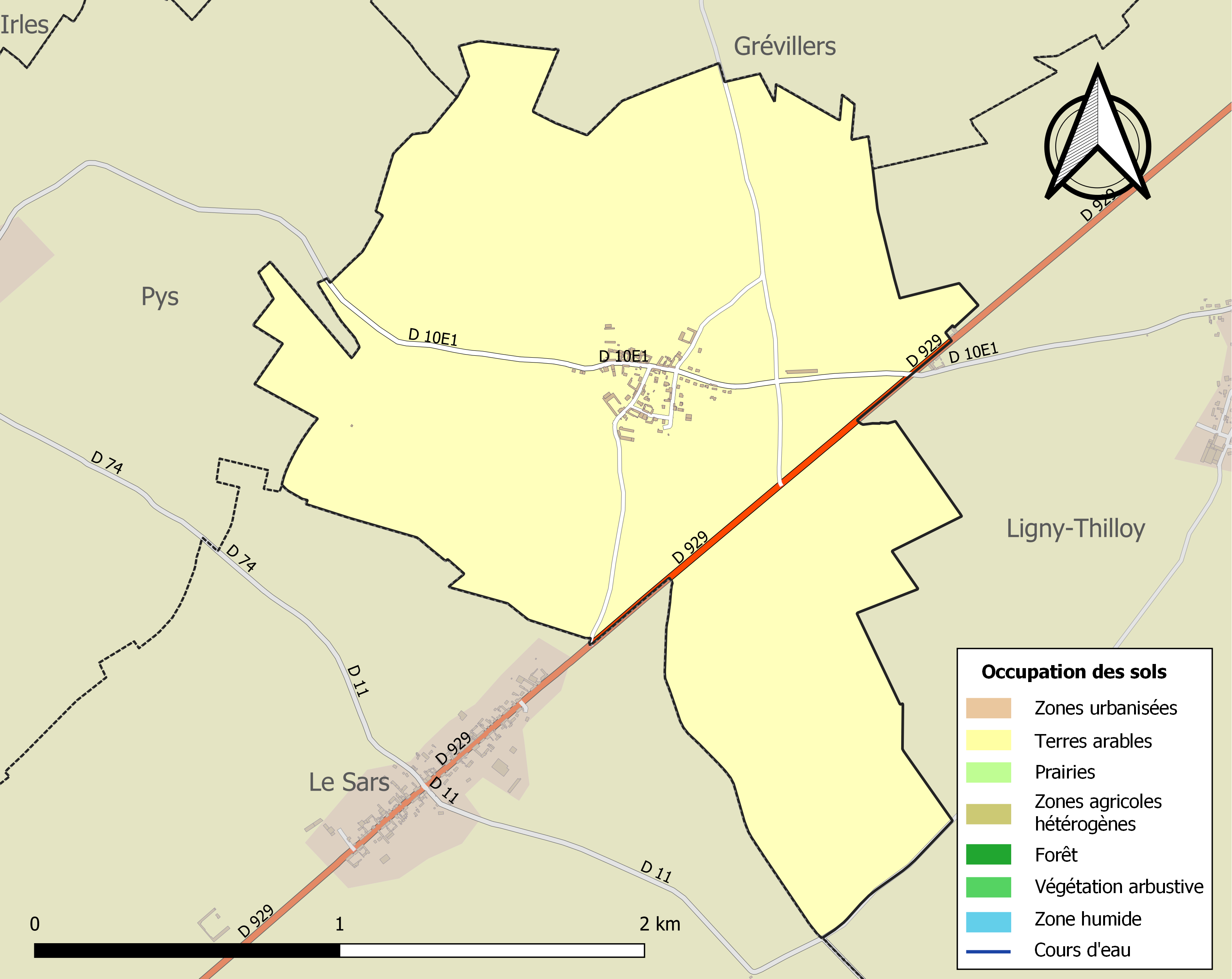
Carte des infrastructures et de l'occupation des sols de la commune en 2018 (CLC).

## Toponymie
Warlencourt : Walenscurt (vers 1036), Guasloncourt (1106), Waslencurt (1159), Walencort (vers 1167), Warleincurt (1179), Varlencourt (1801). 
[réf. nécessaire]
Eaucourt : Ailcurtensis (1139), Aiulcurt (1152), Aeucurt (1160), Aquecurtis (1162). 
[réf. nécessaire]

## Histoire

### Première Guerre mondiale
Des combats ont lieu sur le territoire communal.
La commune est décorée de la croix de guerre 1914-1918 par décret du 23 septembre 1920, distinction également attribuée à 276 autres communes du Pas-de-Calais.

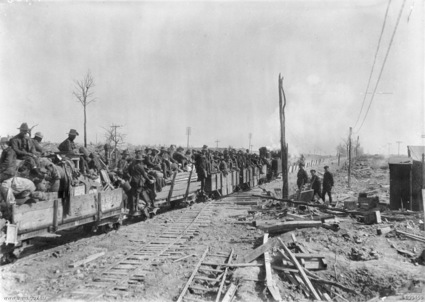
Soldats australiens sur la « Butte de Warlencourt », en avril 1917.
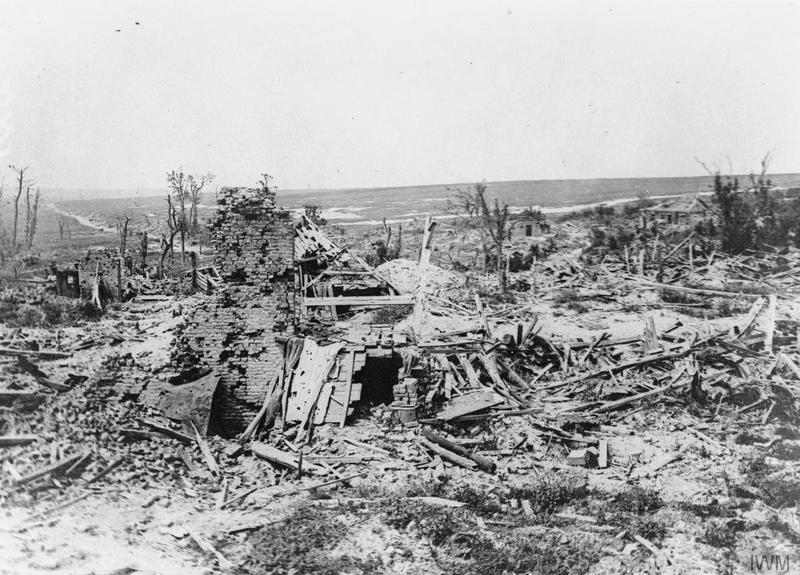
La commune en 1917.

## Politique et administration

### Découpage territorial
La commune se trouve dans l'arrondissement d'Arras du département du Pas-de-Calais.

#### Commune et intercommunalités
La commune est membre de la communauté de communes du Sud-Artois.

#### Circonscriptions administratives
La commune est rattachée au canton de Bapaume.

#### Circonscriptions électorales
Pour l'élection des députés, la commune fait partie de la première circonscription du Pas-de-Calais.

### Élections municipales et communautaires

#### Liste des maires
| Période                                  | Période                     | Identité       | Étiquette | Qualité                                              |
| ---------------------------------------- | --------------------------- | -------------- | --------- | ---------------------------------------------------- |
| Les données manquantes sont à compléter. |                             |                |           |                                                      |
| 1983                                     | 2020                        | Lucien Guise   | DVD       | Agriculteur retraité Réélu pour le mandat 2014-2020, |
| 25 mai 2020                              | En cours (au 14 avril 2022) | Serge Deroubay |           | Ancien cadre,                                        |

## Population et société

### Démographie

#### Évolution démographique
L'évolution du nombre d'habitants est connue à travers les recensements de la population effectués dans la commune depuis 1793. Pour les communes de moins de 10 000 habitants, une enquête de recensement portant sur toute la population est réalisée tous les cinq ans, les populations de référence des années intermédiaires étant quant à elles estimées par interpolation ou extrapolation. Pour la commune, le premier recensement exhaustif entrant dans le cadre du nouveau dispositif a été réalisé en 2005.

En 2022, la commune comptait 133 habitants, en évolution de −6,99 % par rapport à 2016 (Pas-de-Calais : −0,72 %, France hors Mayotte : +2,11 %).
| 1793 | 1800 | 1806 | 1821 | 1831 | 1836 | 1841 | 1846 | 1851 |
| ---- | ---- | ---- | ---- | ---- | ---- | ---- | ---- | ---- |
| 218  | 197  | 219  | 240  | 229  | 240  | 216  | 212  | 243  |

| 1856 | 1861 | 1866 | 1872 | 1876 | 1881 | 1886 | 1891 | 1896 |
| ---- | ---- | ---- | ---- | ---- | ---- | ---- | ---- | ---- |
| 258  | 263  | 239  | 224  | 222  | 212  | 210  | 191  | 188  |

| 1901 | 1906 | 1911 | 1921 | 1926 | 1931 | 1936 | 1946 | 1954 |
| ---- | ---- | ---- | ---- | ---- | ---- | ---- | ---- | ---- |
| 177  | 156  | 150  | 96   | 92   | 89   | 84   | 79   | 97   |

| 1962 | 1968 | 1975 | 1982 | 1990 | 1999 | 2005 | 2006 | 2010 |
| ---- | ---- | ---- | ---- | ---- | ---- | ---- | ---- | ---- |
| 110  | 102  | 85   | 84   | 81   | 107  | 136  | 139  | 162  |

| 2015 | 2020 | 2022 | - | - | - | - | - | - |
| ---- | ---- | ---- | - | - | - | - | - | - |
| 146  | 132  | 133  | - | - | - | - | - | - |

#### Pyramide des âges
En 2018, le taux de personnes d'un âge inférieur à 30 ans s'élève à 34,9 %, soit en dessous de la moyenne départementale (36,7 %). De même, le taux de personnes d'âge supérieur à 60 ans est de 22,7 % la même année, alors qu'il est de 24,9 % au niveau départemental.
En 2018, la commune comptait 63 hommes pour 73 femmes, soit un taux de 53,68 % de femmes, largement supérieur au taux départemental (51,50 %).
Les pyramides des âges de la commune et du département s'établissent comme suit.
| Hommes | Classe d’âge | Femmes |
| ------ | ------------ | ------ |
| 0,0    | 90 ou +      | 1,4    |
| 6,6    | 75-89 ans    | 2,8    |
| 16,4   | 60-74 ans    | 18,3   |
| 21,3   | 45-59 ans    | 16,9   |
| 23,0   | 30-44 ans    | 23,9   |
| 13,1   | 15-29 ans    | 15,5   |
| 19,7   | 0-14 ans     | 21,1   |

| Hommes | Classe d’âge | Femmes |
| ------ | ------------ | ------ |
| 0,5    | 90 ou +      | 1,6    |
| 5,6    | 75-89 ans    | 8,9    |
| 16,7   | 60-74 ans    | 18,1   |
| 20,2   | 45-59 ans    | 19,2   |
| 18,9   | 30-44 ans    | 18,1   |
| 18,2   | 15-29 ans    | 16,2   |
| 19,9   | 0-14 ans     | 17,9   |

## Culture locale et patrimoine

### Lieux et monuments

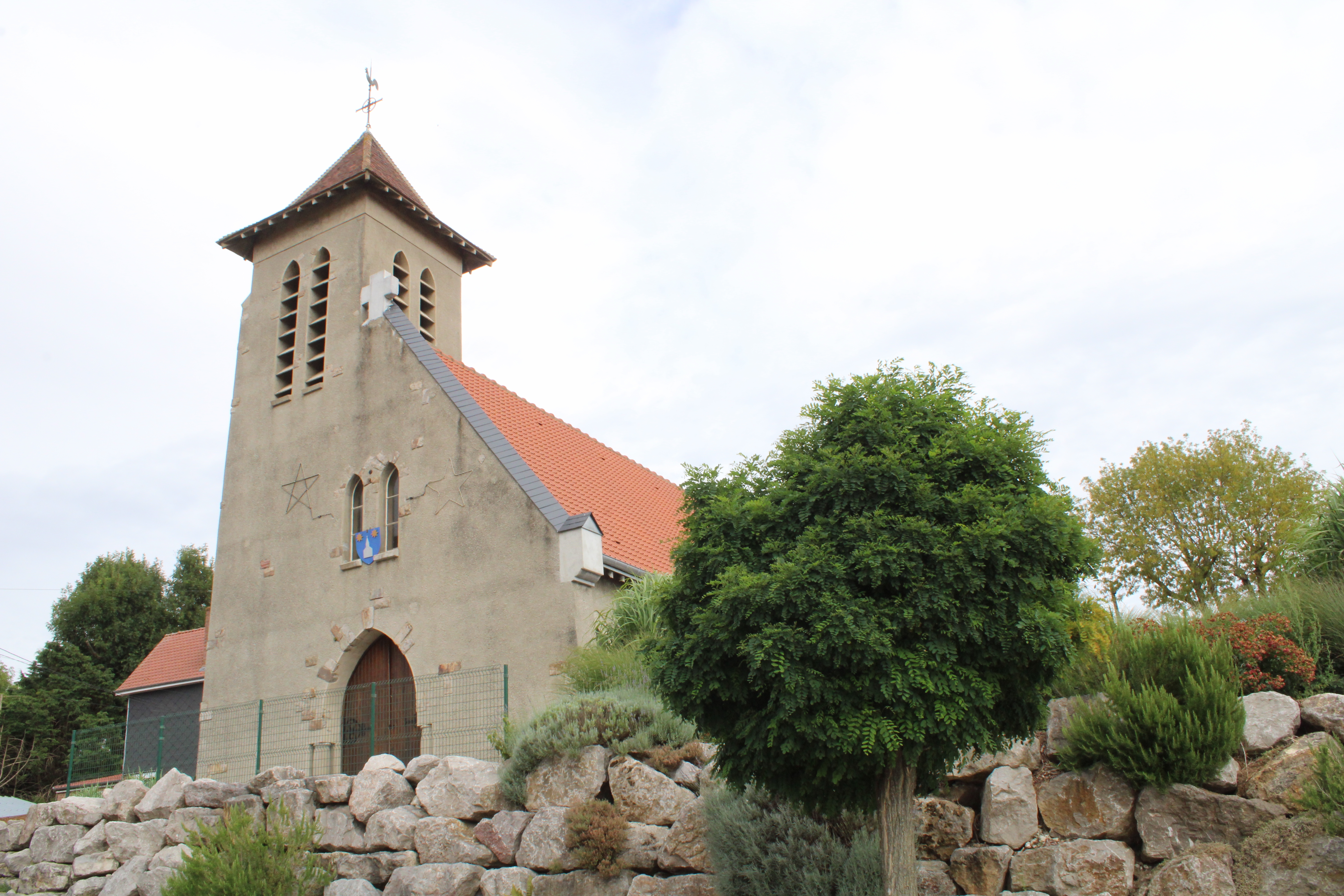
L'église.

- L'abbaye Notre-Dame d'Eaucourt : en 1101, un prêtre, Odon choisit le site d'Eaucourt comme lieu de retraite, sur des terres appartenant à l'abbaye d'Arrouaise. Il y établit un ermitage. Il y constitue avec l'accord de l'évêque d'Arras, Lambert, une communauté de chanoines réguliers de l'ordre de Saint-Augustin. Brûlée en 1567, rétablie par Jean de la Croix, démantelée à la Révolution française, vendue en tant que bien national puis détruite complètement.
- L'église Saint-Pierre.
- La butte de Warlencourt : la butte de Warlencourt, peut être un ancien tumulus. Point d'observation stratégique lors de la Première Guerre mondiale, ce tumulus a été transformé en forteresse par les Allemands pendant la bataille de la Somme de 1916. Dominant le champ de bataille et protégée par de puissantes fortifications, la butte résista aux attaques successives et violentes livrées par les 47e, 9e et 50e divisions britanniques en octobre et novembre 1916. Le mémorial de la butte de Warlencourt a été inauguré le 30 juin 1990 par le président de la Western Front Association.

### Héraldique
| Armes de Warlencourt-Eaucourt | Les armes de Warlencourt-Eaucourt se blasonnent ainsi : d'azur au portail d'église d'argent sommé d'un clocher du même, accosté en chef de deux étoiles de huit rais d'or. |

## Pour approfondir